# 멤버 변수
객체 지향 프로그래밍에서 멤버 변수(member variable) 또는 멤버 필드는 특정 객체와 연결된 변수의 하나이며, 해당 변수의 모든 메소드(멤버 함수)에 접근이 가능하다. 클래스 기반 언어에서 이들은 두 종류로 구별된다: 모든 인스턴스의 클래스와 공유되는 변수의 사본이 하나만 있을 경우 이를 클래스 변수나 정적 멤버 변수로 부른다. 클래스의 각 인스턴스가 자신만의 변수 복사본을 소유하고 있는 경우 해당 변수는 인스턴스 변수라 부른다.

## 예제

### C++
```
#include
 
<iostream>

class
 
Foo
 
{

    
int
 
bar
;
 
// 멤버 변수

  
public
:

    
void
 
setBar
 
(
const
 
int
 
newBar
)
 
{
 
bar
 
=
 
newBar
;
 
}

};

int
 
main
 
()
 
{

  
Foo
 
rect
;
 
// 지역 변수

  
return
 
0
;

}

```

### 자바
```
class
 
Program

{

    
static
 
void
 
main
(
final
 
String
 
arguments
[]
)

    
{

    	
// 이것은 로컬 변수이다. 이 변수의 수명은

    	
// 어휘 범위에 의하여 결정된다.

    	
Foo
 
foo
;

    
}

}

class
 
Foo

{

    
// 이것은 멤버 변수이다. 이 변수의 새로운

    
// 인스턴스는 Foo의 각각의 새로운

    
// 인스턴스들을 위해 만들어진다. 이 변수의

    
// 수명은 Foo의 "this" 인스턴스의 수명과

    
// 동일하다.

    
int
 
bar
;

}

```

## 같이 보기
- 전역 변수
- 지역 변수